# Konwergencja (multimedia)
Konwergencja (łac. convergere „zbierać się, upodabniać się”) – wiele procesów obejmujących kojarzenie zjawisk znajdujących się na pograniczu działów telekomunikacji, informatyki i multimediów.
Przykłady:
- łączny przekaz głosu z danymi,
- integracja przekazów głosu przez różne sieci (VoIP, VoFR, VoATM),
- współistnienie komutacji łączy z komutacją pakietów,
- współdziałanie telefonu z komputerem (CTI),
- integracja sieci lokalnych z rozległymi itd.

Konwergencja to zjawisko dotyczące mediów, kultury itd. Wyróżnia się konwergencję mimetyczną i mimikryczną, Mimetyczna to upodabnianie się form przekazu w mediach tradycyjnych do form przekazu w mediach nowoczesnych (Internet, TV), a mimikryczna to proces odwrotny.